# شرکت فروشگاه‌های زنجیره‌ای افق کوروش
فروشگاه افق کوروش، مجموعه‌ای از فروشگاه‌های زنجیره‌ای، کالاهای مصرفی در ایران است.
شرکت فروشگاه‌های زنجیره‌ای افق کوروش (سهامی عام) در سال ۱۳۸۸ تحت شماره ۳۵۹۳۲۸ در اداره کل ثبت شرکت‌ها و مالکیت صنعتی ایران به ثبت رسید و فعالیت خود را آغاز کرد. با توجه به موافقت هیئت پذیرش بورس اوراق بهادار در جلسه مورخ هفدهم شهریور۹۷ با پذیرش سهام شرکت فروشگاه‌های زنجیره ای افق کوروش در بورس اوراق بهادار تهران و با عنایت به احراز موارد تعیین شده در مصوبهٔ مزبور از سوی آن شرکت، از تاریخ هفتم آذر ماه ۱۳۹۷ شرکت فروشگاه‌های زنجیره ای افق کوروش به عنوان پانصد و بیست و ششمین شرکت پذیرفته شده در بخش «خرده فروشی، به استثنای وسایل نقلیه موتوری»، گروه و طبقه «خرده فروشی انواع موادغذایی، نوشیدنی و غیره» با کد «۴۷۱۱» و نماد «افق» در فهرست نرخ‌های بازار دوم بورس اوراق بهادار تهران درج شده‌است. طبق اعلام سازمان بورس اوراق بهادار شرکت فروشگاه‌های زنجیره‌ای افق کوروش با ثبت ۳۸۶۸۱۵ کد معاملاتی، رکورد تخصیص عرضه اولیه را به خود اختصاص داد.
این فروشگاه در اردیبهشت ماه ۱۴۰۴ دارای ۴۴۰۰ فروشگاه در ۶۸۶ شهر از شهرهای مختلف ایران می‌باشد که اساساً کالاهای مصرفی تهیه و به عموم مشتریان ارائه می‌کنند. این فروشگاه تخفیف‌های ویژه ای به مشتریان خود ارائه می‌دهد
حسین صبوری مدیر عامل فعلی افق کوروش است.

## مؤسسان
مؤسسان شرکت فروشگاه‌های زنجیره ای افق کوروش، شرکت گروه صنعتی گلرنگ (سهامی خاص)، شرکت سرمایه‌گذاری توسعه صنایع گلرنگ (سهامی خاص)، شرکت گسترش گلرنگ پخش (سهامی خاص)، شرکت تولیدی شیمیایی پاکشو (سهامی خاص) و شرکت گسترش گلپخش اول (سهامی خاص)(مؤسس همه محمد کریم فضلی) بوده‌اند.

## رتبه در بین شرکت‌های ایران
- فروشگاه زنجیره‌ای افق کوروش در سال ۱۴۰۰ رتبه سی و هفتم را در بین ۵۰۰ شرکت برتر ایران از آن خود کرد.[۷]
- فروشگاه زنجیره‌ای افق کوروش در سال ۱۴۰۱ رتبه سی و چهارم را در بین ۵۰۰ شرکت برتر ایران از آن خود کرد.[۸]

## تاریخچه
شرکت فروشگاه‌های زنجیره‌ای افق کوروش در سال ۱۳۸۸ با هدف ایجاد فروشگاه‌های زنجیره‌ای خرده‌فروشی در سراسر کشور ثبت شده‌است. افق کوروش در زمانی شروع به فعالیت کرد که اوج ظهور فروشگاه‌های زنجیره‌ای در ایران بود. نخستین فروشگاه، در ۹ آذر ۱۳۹۲ و در شهر تهران افتتاح گردید. در حال حاضر (دی ۱۳۹۹) افق کوروش، ۲۳۶۱ فروشگاه در ۴۰۶ شهر ایران دارد. تعداد فروشگاه‌ها با توجه به سیاست افق کوروش مبنی بر افتتاح روزانه ۲ یا ۳ فروشگاه، متغیر است.
«نزدیک مثل همسایه» از جمله شعارهایی است که این شرکت در تبلیغات خود استفاده می‌کند. افق کوروش با تمرکز و تأکید بر کلمه همسایه می‌خواهد نشان دهد که در تمامی محله‌ها شعبه‌ای از این فروشگاه‌ها وجود دارد.
با رشد فروشگاه‌های زنجیره‌ای از جمله افق کوروش، برخی واحدهای صنفی کوچک مانند سوپرمارکت‌ها به دلیل تخفیف‌ها و تنوع محصولی که فروشگاه‌های زنجیره‌ای به مردم ارائه می‌دهند، از این امر آسیب فراوان دیدند. این شرکت از حدود سال ۱۳۹۷ با هدف بهره‌مندی از ظرفیت شخصیت‌های حقیقی و حقوقی علاقه‌مند به ایجاد کسب‌وکار خرده‌فروشی، اقدام به جذب تعداد محدودی نمایندگی فرانچایز کرده‌است. همچنین اولین فروشگاه زنجیره‌ای است که وارد بازار سرمایه شده‌است.
فروشگاه زنجیره‌ای افق کوروش ارتباطی با فروشگاه کورش ندارد. فروشگاه کورش در سال ۱۳۵۷ به فروشگاه قدس تغییر نام داد و در اواخر دهه ۷۰ تعطیل شد.
این فروشگاه در اردیبهشت ماه ۱۴۰۴ دارای ۴۴۰۰ فروشگاه در ۶۸۶ شهر از شهرهای مختلف ایران می‌باشد که اساساً کالاهای مصرفی تهیه و به عموم مشتریان ارائه می‌کنند. این فروشگاه تخفیف‌های ویژه ای به مشتریان خود ارائه می‌دهد